# Lucidity
Lucidity es el primer álbum de estudio de la banda de metal sinfónico neerlandesa, Delain. El CD se caracteriza por tener la presencia de varios artistas invitados de diversas bandas del ámbito del género musical de este grupo. El álbum fue lanzado finalmente el 4 de septiembre de 2006, después de varios retrasos. El CD contiene el bonus track "Deep Frozen" (la cual es una versión con growls del tema "Frozen") y el video making-of del álbum "Making of Lucidity". El primer sencillo del álbum, así como el primero del grupo es Frozen. El segundo es See Me In Shadow y el tercero es The Gathering, lanzado en 2008.
El 21 de octubre de 2016, la banda celebró su décimo aniversario con la reedición de este álbum, el cual contiene versiones remasterizadas de todos los temas así como versiones en vivo.

## Antecedentes y concepto
Después de la disolución de la banda que había grabado el demo Amenity, el tecladista y compositor principal Martijn Westerholt decidió mantener a la vocalista Charlotte Wessels para grabar un álbum de estudio con los mejores músicos de sesión disponibles, sin intención  de promocionar las canciones en una gira. Él contrató para el proyecto a Marco Hietala (Nightwish, Tarot) en la voz y bajo, Ad Sluijter (Epica), Guus Eikens (Orphanage) y Jan Yrlund (Imperia) en las guitarras; y Ariën van Weesenbeek (God Dethroned) en la batería. Los vocalistas invitados en el álbum fueron Sharon den Adel (Within Temptation), Liv Kristine (ex-Leaves' Eyes) y George Oosthoek.
El álbum fue grabado en diferentes periodos entre 2005 y 2006 para acomodar la disponibilidad de los distintos músicos involucrados en el proyecto, que a menudo se encontraban de gira con sus respectivas bandas.
Lucidiy alcanzó el puesto número 43 en los Charts neerlandeses y debido al éxito del álbum, Westerholt tomó la decisión de a reorganizar a Delain como una banda formal de giras con nuevos miembros.

## Lista de canciones
| Lucidity (2006) |                               |                       |                        |          |  |
| N.º             | Título                        | Letras                | Música                 | Duración |  |
| 1.              | «Sever»                       | Rein Doze             | Martijn Westerholt     | 4:53     |  |
| 2.              | «Frozen»                      | Charlotte Wessels     | Westerholt             | 4:43     |  |
| 3.              | «Silhouette Of A Dancer»      | Wessels               | Westerholt, Jan Yrlund | 5:25     |  |
| 4.              | «No Compliance»               | Wessels               | Westerholt             | 5:10     |  |
| 5.              | «See Me In Shadow»            | Wessels               | Westerholt             | 4:41     |  |
| 6.              | «Shattered»                   | Wessels               | Westerholt             | 4:20     |  |
| 7.              | «The Gathering»               | Guus Eikens           | Eikens                 | 3:35     |  |
| 8.              | «Daylight Lucidity»           | Wessels, Doze, Eikens | Westerholt, Eikens     | 4:36     |  |
| 9.              | «Sleepwalkers Dream»          | Wessels               | Westerholt             | 4:27     |  |
| 10.             | «A Day For Ghosts»            | Doze                  | Westerholt             | 3:37     |  |
| 11.             | «Pristine»                    | Doze                  | Westerholt             | 4:31     |  |
| 12.             | «(Deep) Frozen» (bonus track) | Wessels               | Westerholt             | 4:46     |  |

| Japanese edition bonus track |                                     |          |  |
| N.º                          | Título                              | Duración |  |
| 13.                          | «Silhouette of a Dancer» (acoustic) | 3:23     |  |

| US edition bonus tracks |                                         |          |  |
| N.º                     | Título                                  | Duración |  |
| 13.                     | «Frozen» (acoustic)                     | 4:27     |  |
| 14.                     | «Silhouette Of A Dancer» (acoustic)     | 3:21     |  |
| 15.                     | «See Me In Shadow» (acoustic)           | 3:36     |  |
| 16.                     | «No Compliance» (Charlotte only vocals) | 5:09     |  |

| Lucidity (The 10th Anniversary Edition) (2016) |                          |          |  |
| N.º                                            | Título                   | Duración |  |
| 1.                                             | «Sever»                  | 4:53     |  |
| 2.                                             | «Frozen»                 | 4:43     |  |
| 3.                                             | «Silhouette Of A Dancer» | 5:25     |  |
| 4.                                             | «No Compliance»          | 5:10     |  |
| 5.                                             | «See Me In Shadow»       | 4:41     |  |
| 6.                                             | «Shattered»              | 4:20     |  |
| 7.                                             | «The Gathering»          | 3:35     |  |
| 8.                                             | «Daylight Lucidity»      | 4:36     |  |
| 9.                                             | «Sleepwalkers Dream»     | 4:27     |  |
| 10.                                            | «A Day For Ghosts»       | 3:37     |  |
| 11.                                            | «Pristine»               | 4:31     |  |
| 12.                                            | «(Deep) Frozen»          | 4:43     |  |

| Bonus Tracks |                                 |          |  |
| N.º          | Título                          | Duración |  |
| 1.           | «Silhouette of a Dancer» (Live) | 5:50     |  |
| 2.           | «Shattered» (Live)              | 4:23     |  |
| 3.           | «Pristine» (Live)               | 5:11     |  |
| 4.           | «Medley»                        | 3:27     |  |

## Alineación
Miembros de la banda
- Charlotte Wessels - voz principal (excepto tracks 4 & 10)
- Martijn Westerholt - teclado, arreglos orquestales, coproductor

Músicos de sesión
- Marco Hietala - voz en los tracks 1, 4, 7, 8, 10; bajo
- Ad Sluijter - guitarra en los tracks 1, 2, 4, 9, 10
- Guus Eikens - guitarra en los tracks 3, 6, 7, 8, 11, teclado en el track 7, coros los tracks 1, 2, 7, 8, 10, 11
- Ariën van Weesenbeek - batería
- Rosan van der Aa - coros en los tracks 1, 2, 7, 8, 10, 11

Músicos invitados
- Sharon den Adel - voz principal en el track 4
- Liv Kristine - voz en los tracks 5 & 10
- George Oosthoek - voz gutural en los tracks 3, 11, 12
- Jan Yrlund - guitarra en los tracks 1, 4, 5
- Oliver Phillips - guitarra en el track 4, arreglos orquestales, productor
- Rupert Gillett - chelo en los tracks 3, 4, 5

Miembros para las giras musicales
- Ronald Landa - guitarra, coros
- Rob van der Loo - bajo
- Sander Zoer - batería

Personal técnico
- Christian Moos, Tero Kinnunen, Daniël Gibson, Alexander Krull - ingenieros
- Stefan Helleblad - mezcla
- Thomas Eberger - mastering